# Friedel Stern

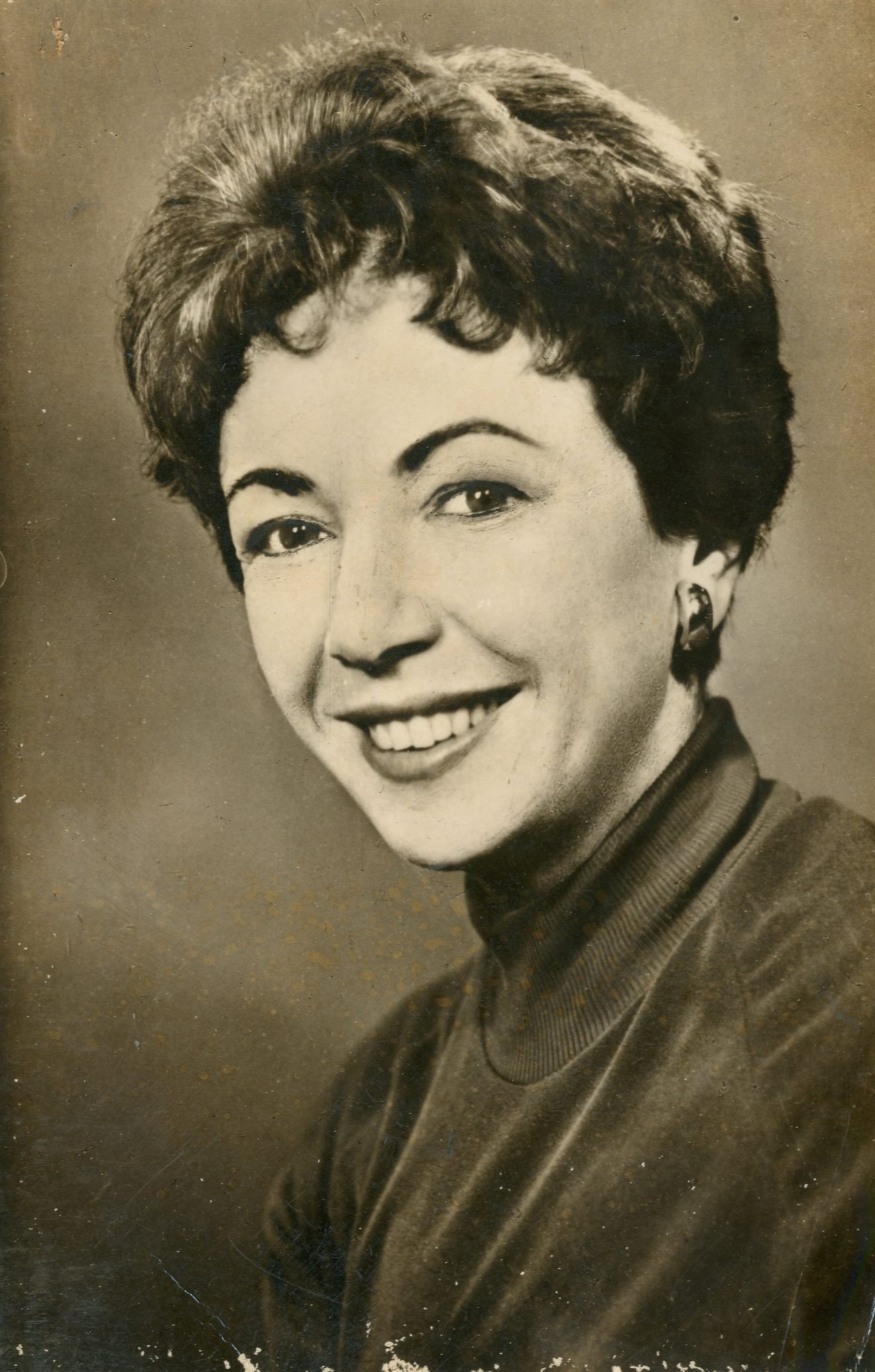
Stern in den 1960er Jahren

Friedel Stern (hebräisch פְרִידֶל שְׁטֶרְן; geboren 1917 in Leipzig; gestorben 29. Oktober 2006 in Tel Aviv) war eine israelische Karikaturistin.

## Leben
Ihre Mutter sorgte dafür, dass Friedel Stern, eines ihrer vier Kinder, aufgrund des Besuches zionistischer Landwirtschaftskurse das Recht erwarb, nach Palästina auswandern zu können. Während Stern hierdurch den Verfolgungen durch die  Nationalsozialisten entkam, wurde die Mutter 1942 deportiert und durch die Nazis ermordet.
In Palästina, das seinerzeit unter britischem Mandat stand, schrieb sie sich als Grafikstudentin an der Bezalel-Akademie ein.
Nach Abschluss des Studiums lebte sie zunächst in Tel Aviv. Mit dem Eintritt des Vereinigten Königreiches in den Zweiten Weltkrieg meldete sie sich als Krankenschwester zur Betreuung von Verwundeten bei den britischen Truppen und war, obwohl sie keine medizinische Ausbildung besaß, in Italien mit einigen anderen Frauen im Einsatz. Aufgrund ihrer Vorbildung wurde sie jedoch bald an anderen Stellen, etwa der Tarnung der Truppen, eingesetzt.

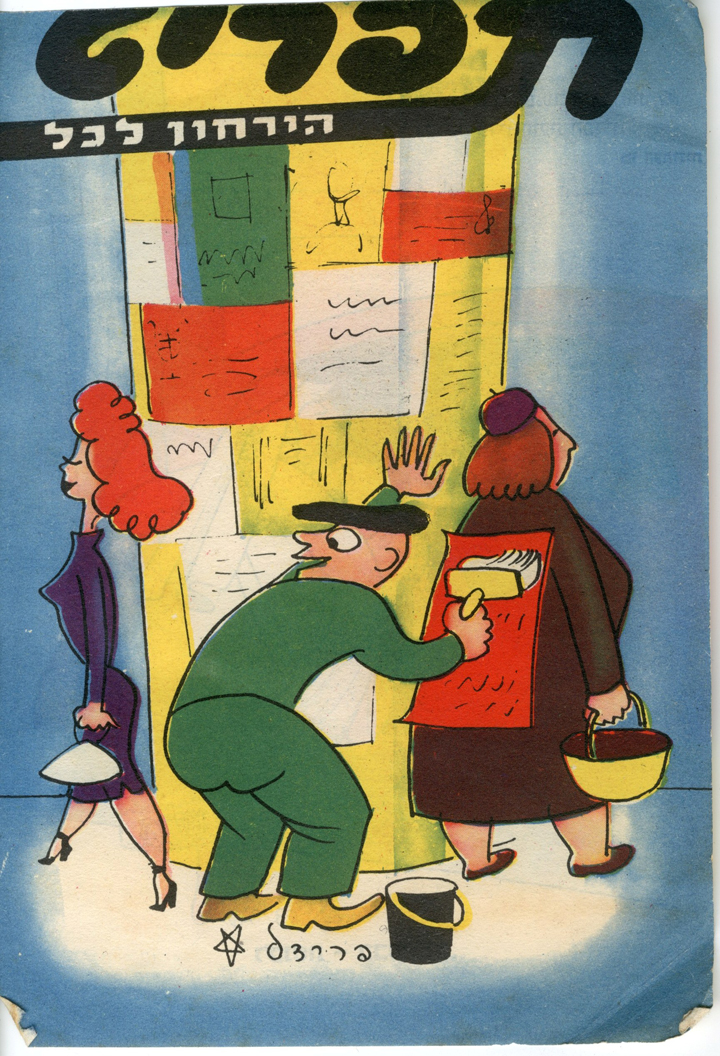
Titelblatt des Tafriṭ, das Monatsmagazin für alle laut eigener Werbung, 1950

Nach Kriegsende ging sie nach Israel zurück, wo sie drei Jahre im Vermessungsdienst als Zeichnerin arbeitete. In dieser Zeit lernte sie Yossi Stern kennen, der neue Karikaturisten für seine Zeitung suchte. Schnell wurde sie zu einer bekannten Illustratorin und erarbeitete sich einen bis heute anhaltenden Ruf.
2003 zeigte sie in einer Einzelausstellung ihre Karikaturen im Beit Bialik. Vom 9. Februar bis 3. April 2005 wurde eine Auswahl ihrer Arbeiten auf der 5. „Karicartoon“-Biennale in Leipzig ausgestellt.